# Serrières-sur-Ain
Serrières-sur-Ain är en kommun i departementet Ain i regionen Auvergne-Rhône-Alpes i östra Frankrike. Kommunen ligger  i kantonen Izernore som ligger i arrondissementet Nantua. Kommunens areal är 8,18 km². År 2022 hade Serrières-sur-Ain 135 invånare.

## Befolkningsutveckling
Antalet invånare i kommunen Serrières-sur-Ain
Referens: INSEE